# Josef Vachek
Josef Vachek (ur. 1 marca 1909 w Pradze, zm. 31 marca 1996 tamże) – czeski językoznawca, anglista i bohemista, członek Praskiego Koła Lingwistycznego. Zajmował się zagadnieniami z zakresu językoznawstwa ogólnego, fonologii i składni oraz językoznawstwa kontrastywnego. Poruszał także problematykę relacji między językiem pisanym a językiem mówionym.
W latach 1927–1932 studiował języki czeski i angielski na Wydziale Filozoficznym Uniwersytetu Karola w Pradze. W 1932 r. uzyskał tytuł doktora filozofii (PhDr.), w 1945 r. został docentem, a w 1960 r. uzyskał stopień doktora nauk (DrSc.).

## Wybrana twórczość
- Dictionnaire de linguistique de l'Ecole de Prague (1960)
- The Linguistic School of Prague (1966)
- Dynamika fonologického systému současné spisovné češtiny (1968)
- Written Language (1974)